# Hypodryas pauper
Hypodryas pauper är en fjärilsart som beskrevs av Marcel Caruel 1944. Hypodryas pauper ingår i släktet Hypodryas och familjen praktfjärilar. Inga underarter finns listade i Catalogue of Life.